# Lace Sensor

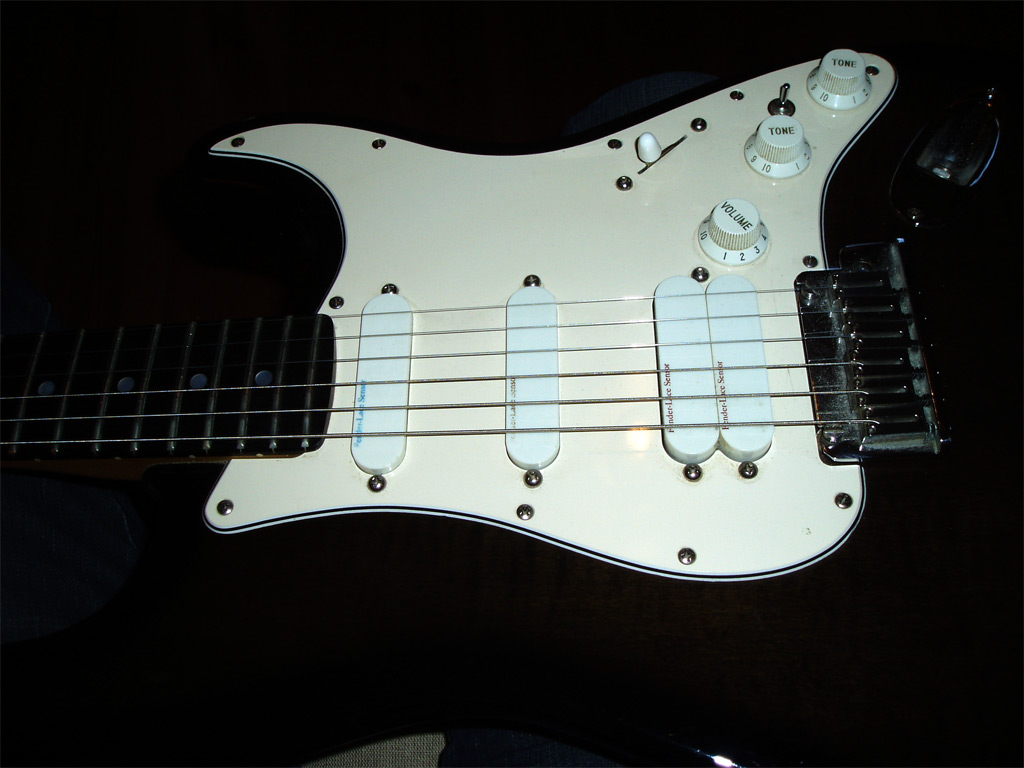
Lace Sensors i en Fender Stratocaster Ultra

Lace Sensor är en serie gitarrpickuper designade av Don Lace och tillverkade av AGI (Actodyne General International) sedan 1985. De användes exklusivt av Fender Musical Instruments Corporation från 1987 till 1996.

## Teknik
Lace Sensors är äkta single coil-pickuper men skiljer sig på vissa håll från klassiska single coil. Den största skillnaden är, likt pickuperna hos en Fender Jaguar, att spolen är omgiven av ett metallhölje designat för att minska elektromagnetiska störningar i form av brus.

## Pickuper
De olika pickuperna är namngivna efter färger, vilket dock endast är produktnamn. Färgen på samtliga pickuper är antingen vit eller svart.
- Gold – Efterliknar en klassisk single coil från 50-talet med en klingande ton
- Silver – Efterliknar en fet single coil från 70-talet med ökad output och större mellanregister
- Light Blue – Varm, slagkraftig jazzblues för halsposition eller tjockare ton för mitt- och stallposition
- Burgundy – Ger något tjockare ton i stallposition
- Blue – Efterliknar en humbucker från 50-talet och ger aningen ökad output
- Red – Högst output bland Sensor-pickuperna, mest lämpad för stallposition
- Emerald – En Texas-inspirerad pickup utan brus
- Purple – Varm pickup som ligger någonstans mellan Burgundy och Blue, designad för stallposition eller för ett P-90-sound i halsposition

## Kända användare
- Eric Clapton – Signaturmodellen Eric Clapton Stratocaster hade ursprungligen tre Gold-pickuper
- Billy Corgan (The Smashing Pumpkins) – Under större delen av 1990-talet använde Corgan en '57 Reissue Fender Stratocaster med en Blue-pickup i halsposition, en Silver-pickup i mittposition och en Red-pickup i stallposition[2]
- Ritchie Blackmore – Blackmore har använt Gold-pickuper i sina Stratocasters sedan slutet av 1980-talet[3]
- Jonny Greenwood (Radiohead) – Fender Telecaster Plus med en Blue-pickup i halsposition och två sammansatta Red-pickuper i stallposition[4][5]
- Buddy Guy – Signaturmodellen Buddy Guy Stratocaster hade tre Gold-pickuper[6]
- Bob Mould (Hüsker Dü)[7]